# Блошки крестоцветные
Блошки крестоцветные (лат. Phyllotreta)— род жуков (Coleoptera) из подсемейства козявок (Galerucinae) в семействе листоедов (Chrysomelidae) .

## Перечень видов
Некоторые виды рода:
- Блошка хреновая[3] (Phyllotreta armoraciae) (Koch, 1803)
- Phyllotreta atra (Fabricius, 1775)
- Phyllotreta cruciferae (Goeze, 1777)
- Блошка земляная восклицательная[4] (Phyllotreta exclamationis) (Thunberg, 1784)
- Phyllotreta flexuosa (Illiger, 1794)
- Phyllotreta nemorum (Linnaeus, 1758)
- Phyllotreta nigripes (Fabricius, 1775)
- Phyllotreta ochripes (Curtis, 1837)
- Phyllotreta striolata (Fabricius, 1803)
- Phyllotreta tetrastigma (Comolli, 1837)
- Phyllotreta undulata Kutschera, 1860
- Phyllotreta vittula (Redtenbacher, 1849)